# 中国队勇夺世界杯
《中国队勇夺世界盃》是2006年7月12日一名名叫“猫少爷”的网友制作的恶搞短片，片长18分48秒，内容幻想中国国家足球队意外进入德国世界盃，施展各种手段，最终取得世界盃冠军的事。短片发布不到半个月，点击就已超过百万次。2014年由北半球国际传媒制作的同名短片上映，内容则是幻想中国队进入巴西世界杯，并最终夺冠的故事。片长约25分钟。

## 2006版故事内容
世界盃比赛前，由于塞尔维亚和黑山突然宣布分裂，国际足联开会决定剔除塞黑，由世界上球迷最多的国家顶替，名额来到中国，中国举国上下一片欢腾。中国足协决定由“成世铎”（成龙+阎世铎）组队，进军世界盃。阎世铎从全国各个酒吧、洗浴中心、赌场、公安局找来了参赛队员，凑齐了一支历史上最强大的中国队，江湖人称他们“梦游之队”，却被告知中国队被分入“死亡之组”（荷兰、阿根廷、科特迪瓦）。与荷兰队的比赛，中国队以0：14告负。而与阿根廷的比赛，中国队排出前所未有的“10-0-0”阵型。在补时阶段，郝海东射门，球被对方守门员扑出，此时地震突发，球滚入球门，中国队以1：0取胜。由于中国队战胜了夺冠大热门阿根廷队，世界各地赌场大面积倒闭，很多人赔得血本无归、一丝不挂。中国随后与科特迪瓦的比赛，则是一名狂热女球迷裸体进入球场，帮中国队踢进一球。由此，中国队进入十六强，迎战葡萄牙队，该场比赛的获胜源自李铁的脚法失误，歪打正着加上葡萄牙守门员睡觉而进了球。其后，便是与德国队开战，中国队事先买通了裁判墨索里尼，以1：0淘汰德国队。在半决赛中，中国的对手是日本，中国队上下一心，用八年时间战胜了日本。决赛中，中国队迎战巴西队，李毅一个护球长达89分钟，最终因郝海东体力不支倒在禁区内，为中国队换来点球，最终中国队以1：0获得世界盃冠军。

## 2014版故事内容
2014年6月1日，离巴西世界杯开幕还有13天，来自银河系“翔”星人的势力侵犯地球。星球“皇帝”贝肯鲍尔表示只有夺得世界杯冠军国家的人民才能免于被外星人消灭。虽然未能在预选赛脱颖而出，但中国队却靠着支援巴西物资以完成世界杯工程进度，外加哥斯达黎加队出现内讧，国际足联主席布拉特宣布中国队取代哥斯达黎加队参加世界杯决赛。小组赛中中国队被分到了同三位前世界冠军乌拉圭、意大利和英格兰一起的“死亡之组”。首场比赛中国队以1:0击败乌拉圭队，由郑智罚入任意球。。而中国队赢球的真正原因竟然是苏亚雷斯赛前咬伤中国球员，但因中国球员赛前食用大量含有地沟油的街边小吃，导致苏亚雷斯咬人后出现不良反应，进而产生幻觉。第二场比赛，因意大利当家前锋巴洛特利用烟花炸毁体育场，国际足联判中国队3:0取胜，意大利队两场小组赛后宣告出局。面对英格兰的比赛之前，英格兰头号球星鲁尼在没带老婆的情况下，被告知落选国家队的队友特里潜入自己家中，导致心态受到影响。后又因为笼罩在莫耶斯的阴影之下而最终以“大姨妈来看自己”为由退赛。最终中国队1:0击败缺少鲁尼的英格兰，以三战全胜出线。而鲁尼在事后身败名裂，并极度憎恨莫耶斯。中国队进入淘汰赛后，面对老邻居日本，中国球员用手撕鬼子“萌化”日本球员使其投降。接着于四分之一决赛对阵德国队，中国队事先让德国队主教练勒夫饮用过期橙汁。勒夫随后吃下鼻屎，致使鼻屎和橙汁产生化学反应，使勒夫中毒，最终德国队无心恋战被中国队淘汰。半决赛前，梅西和C罗相约在决赛见面，结果C罗率领的葡萄牙队2:3负于巴西队无缘决赛。梅西为追随C罗的脚步宣布弃权，保送中国队进入决赛。决赛由中国队迎战巴西队，比赛在进行了87分钟后，中国队的传球找到郜林，郜林一脚射门使皮球飞向天空，球结果击中了翔星人的飞船，随后飞船爆炸。中国队拯救了世界并捧得世界杯冠军。

## 戏仿／恶搞对象
以下按出场先后次序排列
- 《甲方乙方》
- 《教父》
- 中国队2002年世界盃预选赛出线视频
- 成龙的多部电影，如《警察故事》、《龙兄虎弟》、《城市猎人》、《我是谁》等等。
- 《开心辞典》
- 电影《三毛流浪记》
- CCTV体育新闻
- 《人鬼情未了》
- 《阿甘正传》
- 中國中央電視台綜合頻道《新闻联播》
- 《千里走单骑》
- 《大内密探零零发》
- 李宇春演唱视频
- 《豪门盛宴》
- 赵忠祥
- 雪花啤酒广告视频
- 《兄弟连》
- 《大独裁者》
- 《阳光灿烂的日子》
- 《地道战》
- 《艺术人生》
- CCTV天气预报
- 《大话西游》

## 评价
网易文化认为是中国球迷阿Q精神的一种体现，进而对该片进行批评。而作者本人则认为，制作此片，仅仅是幻想“可能永远看不到的事”。

## 附註
1. ↑  足球比赛中，上场队员加上替补一共14人
2. ↑  该段视屏来自西甲巴萨与拉科鲁尼亚的一场比赛
3. ↑  此处是指中日的八年抗战
4. ↑  影射贝肯鲍尔的绰号“足球皇帝”
5. ↑  哥斯达黎加队小组赛与三队分在同一组，详见2014年国际足联世界杯D组
6. ↑  该片段来自2002年中国队与法国队的友谊赛
7. ↑  此处调侃苏亚雷斯多次球场上咬人事件，巧合的是2014年世界杯小组赛，苏亚雷斯在乌拉圭对阵意大利的比赛中咬伤意大利后卫基耶利尼。
8. ↑  此处影射2011年巴洛特利效力曼城时期，为庆祝比赛取得胜利在自家浴室燃放烟火，导致房屋被烧毁的事情。2014年才由英国媒体曝光。
9. ↑  暗讽特里“友妻门”事件
10. ↑  戏謔莫耶斯2013-14赛季带领曼联夺得第七并创下一系列耻辱纪录（诸如主客场被鲁尼及自己的老东家埃弗顿双杀）
11. ↑  此处讽刺勒夫多次在比赛中被摄像机捕捉到挖鼻孔和吃鼻屎的镜头
12. ↑  但在现实中，梅西和C罗是竞争对手
13. ↑  此处调侃郜林多次在比赛中将皮球打飞